# Saprinus gageti
Saprinus gageti är en skalbaggsart som beskrevs av Henri de Peyerimhoff 1943. Saprinus gageti ingår i släktet Saprinus och familjen stumpbaggar. Inga underarter finns listade i Catalogue of Life.